# 嚴應恩
嚴應恩（16世紀—17世紀），字懋貺，廣東廣州府順德縣大良人，明朝政治人物。

## 生平
嚴應恩是萬曆七年（1579年）己卯科廣東鄉試舉人，授東光教諭，能造就人才，教導士子如在家塾，二十一年（1593年）陞南京國子監學錄，外調象州知州，在旱災時盡力賑濟，發奸摘伏，獞族人不敢欺侮，轉任霑益州知州，在當地安撫土民、捐俸賑飢、改變風俗、釐奸扶衰，剛得超擢就以雙親年老辭官，承歡膝下，用積俸設祖祭田，把家產分給兄弟，去世後入祀鄉賢祠。

## 引用
1. 1 2  咸豐《順德縣志·卷二十四·列傳四》：嚴應恩，字若貺，俱大良人。……應恩沉潛博學，登萬厯己卯鄉科，仕為東光教諭，造就人才，提命不啻家塾，陞國子監學錄，出守象州，亢旱力為賑卹，發奸摘伏，村獞不敢欺，轉雲南霑益州，安輯土地、捐俸賑飢、轉移風俗、釐奸扶衰，方超擢以雙親並老歸，承歡膝下，積俸設諸祖祭田，分產兄弟，少與弟舉人旗先同學友愛，卒祀鄉賢。 姚志
2. ↑  天啟《續南雍志·卷十一·職官表下》：六堂……萬曆學錄……嚴應恩，懋貺，廣東順德縣人，舉人，二十一年任。